# Manuel Vicente
Manuel Domingos Vicente (ur. 15 maja 1956 w Luandzie) – angolski polityk, dyrektor spółki wydobywczej Sonangol w latach 1999-2012, wiceprezydent Angoli od 26 września 2012 do 26 września 2017.

## Życiorys
Manuel Vicente urodził się w 1956 w Luandzie, gdzie w 1983 ukończył inżynierię elektryczną na Universidade Agostinho Neto. W latach 1981–1987 stał na czele Wydziału Planowania stowarzyszenia naukowego SONEFE (Sociedade Nacional de Estudos e Financiamento). Od 1987 do 1991 kierował Departamentem Technicznym w Ministerstwie Energii i Ropy.
W 1991 objął stanowisko zastępcy dyrektora spółki Sonangol, zajmującej się wydobyciem ropy naftowej. W sierpniu 1999 stanął na jej czele. Pod jego kierownictwem Sonangol stał się jednym z największych państwowych przedsiębiorstw, dwukrotnie zwiększając wydobycie ropy. Podjął również inwestycje zagranicą, zakupując udziały w portugalskich firmach, a także rozpoczynając wydobycie ropy w Brazylii, Wenezueli, Iraku oraz Iranie.
W grudniu 2009 Vicente wszedł w skład Biura Politycznego Ludowego Ruchu Wyzwolenia Angoli (MPLA). 30 stycznia 2012 został mianowany przez prezydenta José Eduardo dos Santosa na stanowisko ministra koordynacji gospodarczej. Po nominacji tej uważany był przez część komentatorów politycznych za potencjalnego następcę prezydenta. Zgodnie z prognozami, zajął drugie miejsce na liście MPLA do wyborów parlamentarnych z 31 sierpnia 2012, zaraz za prezydentem dos Santosem. Po wygranej MPLA, dos Santos jako lider zwycięskiej partii uzyskał reelekcję na stanowisku szefa państwa, a Manuel Vicente, jako wicelider listy, objął 26 września 2012 stanowisko wiceprezydenta Angoli.